# فرودگاه پورتو اوروکو
فرودگاه پورتو اوروکو (به انگلیسی: Porto Urucu Airport) (به زبان بومی: Aeroporto de Porto Urucu) یک فرودگاه خصوصی مسافربری است که یک باند فرود آسفالت دارد و طول باند آن ۱۳۲۰ متر است. این فرودگاه در کشور برزیل قرار دارد و در ارتفاع ۶۴ متری از سطح دریا واقع شده است.

## شرکت‌های هواپیمایی و مقصدهای پروازی
| شرکت‌های هواپیمایی     | مقصدهای پروازی               |
| --------------------- | ---------------------------- |
| Total Linhas Aéreas a | کراواری، کواری، ادواردو گومز |

a.^  Airline operating regular charter flights.